# رود نمیسکاو
رود نمیسکاو رودی است که از  ۵۲°۲′۴۰″ شمالی ۷۴°۵۵′۲۰″ غربی / ۵۲٫۰۴۴۴۴°شمالی ۷۴٫۹۲۲۲۲°غربی سرچشمه می‌گیرد که. این رود از کشور کانادا می‌گذرد. طول آن ۱۸۰ کیلومتر (۱۱۰ مایل) است.